# معركة المنصورة الجوية
معركة المنصورة الجوية هي معركة جوية وقعت في 14 أكتوبر 1973 ضمن معارك حرب أكتوبر 1973، حين حاولت القوات الجوية الإسرائيلية تدمير القواعد الجوية الرئيسية بدلتا النيل في طنطا والمنصورة والصالحية فتصدت لها الطائرات المصرية. وكان هذا أكبر هجوم جوي تشنه إسرائيل ضمن سلسلة من الهجمات الجوية التي استهدفت المطارات المصرية بقوة قُدرت بحوالي 120 طائرة إسرائيلية وقد انتهت المعركة بفشل الطائرات الإسرائيلية في تحقيق أهدافها من الهجوم وانسحابها. تُصنف معركة المنصورة الجوية ضمن أكبر المعارك الجوية من حيث عدد الطائرات المشاركة وأطولها من حيث الفترة الزمنية المُقدرة بنحو 53 دقيقة. لاحقاً أصبح يوم 14 أكتوبر عيداً سنوياً للقوات الجوية المصرية.
إن كتب جورج ر ر مارتن روايته رقصه مع التنانين فهذه المعركه هى التمثيل الحرفى لهذه الروايه الذى خلد بها ابناء وطنى واسوده هيمنتهم وكتبو التاريخ بدمائهم بعد ان نالو ممن حاول الانقضاض على ارضهم فى سماء المنصوره  التى ستبقى شاهد عيان عبر الازمان على هذه الرقصه الملحميه الخالده فى تاريخ القوات الجويه المصريه حيث اشتبك مايزيد عن ١٨٠ طائره متمثله فى ١٢٠ طائره صهيونيه على اعلى تسليح وتطور مع مايقرب من ٦٠ طائره مصريه يقودها ٦٠ اسد استطاعو ترويض وكسر جماح العدو المتغطرس واثبتو للعالم ان القوات المصريه وان مصر بها خير الجنود 
والسلام .

## تمهيد
شنت مصر هجوماً بنحو تسعة ألوية مدرعة نحو منطقة المضايق في سيناء في يوم 14 أكتوبر، فيما يُعرف بخطة تطوير الهجوم المصري وذلك نتيجة قرار سياسي من السادات لمحاولة تخفيف الضغط الإسرائيلي في جبهة الجولان بُناء على طلب من حافظ الأسد، ساند هذا الهجوم طائرات مصرية قاذفة طراز ميج-17، سوخوي-7، سوخوي-20 وميراج-5 ترافقها مقاتلات ميج-21 من السرب 46 المتمركز في مطار المنصورة وبالرغم من أن الهجوم المصري مني بخسارة كبيرة، عزمت إسرائيل على تحييد قدرات سلاح الجو المصري في مطارات الدلتا وإخراجه من المعركة.
لم يكن هجوم يوم 14 أكتوبر الجوي الأول من نوعه فقد سبقه العديد من الهجمات الإسرائيلية يوم 7 و8 و12 أكتوبر على مطاري طنطا والمنصورة لكنها انتهت بالفشل بسبب قوة الدفاع الجوي المصري. حتى الآن فإن الهدف الحقيقي وراء مهاجمة إسرائيل للمطارات المصرية بهذا العدد الكبير من الطائرات في هذا اليوم هو مثار جدل، ومع أن الهدف الرئيسي لهذه الهجمات هو مطار طنطا وليس المنصورة فقد نُسب اسم المعركة إلى المنصورة ربما لأسباب تاريخية تتعلق بفشل الحملة الصليبية السابعة في احتلال المدينة.
كان مطار طنطا يضم السرب 69، سرب قاذفات من طراز ميراج-5 وهذه الطائرات في الأصل طائرات ليبية اشترتها ليبيا من فرنسا في 1971 ضمن صفقة كبيرة، وتدرب عليها طيارون مصريون بجوازات سفر ليبية وقد سلمت ليبيا عدداً منها إلى مصر لتُشكل سربها الأول من طائرات الميراج 5 في صيف 1973 والتي تُقابل النسخة المعدلة الإسرائيلية طراز نيشر، خشيت إسرائيل من أن امتلاك مصر للميراج-5 قد يمكنها من شن هجمات في العمق الإسرائيلي لما تتمتع به الميراج من مدى طويل لذلك انصب الهجوم الرئيسي على مطار طنطا، كانت مصر تخطط بالفعل لضرب قاعدة حتسور الجوية في إسرائيل بواسطة السرب 69 ضمن الضربة الجوية يوم 6 أكتوبر لكنها عدلت عن ذلك وفي يوم 18 أكتوبر حاولت 6 طائرات من هذا السرب ضرب مطار العريش الذي كانت تصل إليه الإمدادات الأمريكية ضمن عملية عشب النيكل لكن الطائرات الإسرائيلية اعترضتها قبل أن تصل إلى الهدف وفشل الهجوم.
أحد الأسباب الأخرى لهذا الهجوم هو ما يشير إليه المؤرخ توم كوبر في كتابه «1973: الحرب النووية الأولى»، ذلك أن المنصورة كانت قاعدة الوحدة المصرية الوحيدة المجهزة بصواريخ سكود القادرة على الوصول إلى وسط إسرائيل إذا ما نُشرت في بورسعيد وزادت المخاوف الإسرائيلية بسبب التقارير الواردة من أجهزة الاستخبارات الأمريكية حول احتمال نشر رؤوس حربية نووية سوفيتية في مصر في أكتوبر 1973 ولذلك كان على إسرائيل منع نشر هذه الصواريخ سواء كانت مسلحة برؤوس نووية أم لا.

## المعركة
في صباح يوم 14 أكتوبر هاجم الطيران الإسرائيلي مطار المزة العسكري في دمشق وفي الظهيرة جرى التخطيط لهجوي كبير على المطارات المصرية في الدلتا خُصص له ثلاثة أسراب من طائرات الفانتوم العاملة في القوات الجوية الإسرائيلية؛ والسرب 107 ويتمركز في حتسريم والسرب 119 ويتمركز في تل نوف والسرب 201 ويتمركز في حتسور بالإضافة إلى بعض طائرات سكاي هوك ونيشر بما بلغ مجموعه 120 - 160 طائرة إسرائيلية وقد خصص السرب 107 و109 لمهاجمة الهدف الرئيسي (طنطا) فيما خُصص السرب 201 لفتح الطريق إلى طنطا وذلك بضرب مطار المنصورة المعقل الرئيسي لنخبة أسراب الميج الاعتراضية.
تضمن مسار موجات الهجوم الإسرائيلي الطيران فوق البحر المتوسط والهجوم من ناحية شمال غرب الدلتا عبر المنطقة بين دمياط وبلطيم وبورسعيد وقد اتاح هذا المسار استخدام خزانيين وقود دون الحاجة إلى تثبيت خزان وقود ثالث وكانت حمولة طائرات الفانتوم مكونة من ثمان قنابل مارك 83 زنة 1000 رطل وصواريخ مضادة للإشعاعات وصاروخين جو-جو طراز سبارو بخلاف خزاني الوقود وقد حلقت الطائرات الإسرائيلية في صمت لاسلكي تام وشملت الخطة الإسرائيلية الهجوم عبر ثلاث موجات جوية من اتجاهات مختلفة لكل منها هدف معين:
- الموجة الأولى: استدراج طائرات الميج المصرية وإبعادها عن المطارات التي تحميها.
- الموجة الثانية: ضرب وإسكات الدفاعات الجوية والردارات المصرية.
- الموجة الثالثة: تمثل الموجة الهجومية الرئيسية التي ستضرب المطارات المستهدفة.

### مسار المعركة
- 15:15: رصد الرادار المصري على البحر المتوسط اقتراب 20 طائرة فانتوم تحلق باتجاه الجنوب الغربي من البحر عبر بورسعيد وأبلغت القيادة الجوية، على أثر ذلك أصدر قائد القوات الجوية لواء طيار حسني مبارك أوامره لقائد قاعدة شاوة (المنصورة) لواء طيار أحمد عبد الرحمن نصر بإقلاع 16 طائرة ميج-21 لعمل مظلة جوية لحماية القاعدة دون التقدم نحو الطائرات الإسرائيلية، كان الطيارون المصريون جاهزين بالفعل للاشتباك مع الطائرات الإسرائيلية لاسيما وأن الهجمات الجوية الإسرائيلية كانت متوقعة نظراً للهجمات السابقة،[11] جاء ذلك القرار نتيجة استيعاب التكتيكات الإسرائيلية السابقة التي كانت تعتمد على استدراج الطائرات المصرية إلى مصيدة بحيث تجد الطائرات الاعتراضية نفسها في مواجهة عدد أكبر من طائرات الخصم وفي نفس الوقت الذي تُستدرج فيه الطائرات المصرية بعيداً عن قاعدتها، يُهاجم قسماً آخر من الطائرات الإسرائيلية القاعدة وتقصفها ولذلك ظلت الطائرات الإسرائيلية تحلق في دوائر حتى تأكدت أن الميج لن تهاجمها فعادت صوب البحر.[12]
- 15:30: أبلغت وحدات الرادار عن رصد 60 طائرة إسرائيلية قادمة من ثلاث جهات عبر بورسعيد ودمياط وبلطيم وهنا أمر مبارك باعتراضها وإجبارها على التفرق بواسطة 16 طائرة ميج 21 من قاعدة المنصورة و8 ميج-21 من قاعدة طنطا إضافة إلى 16 طائرة التي تُشكل المظلة الجوية في حين يُشير توم كوبر في كتابه إلى أن مبارك أرسل طائرات الميج في اتجاهات خاطئة بعيداً عن مسار الفانتوم.
- 15:38: أُبلغ مجدداً عن موجة إسرائيلية ثانية من 16 طائرة قادمة من البحر على ارتفاع شديد الانخفاض، فاقلعت 8 ميج-21 من المنصورة و8 ميج-21 من مطار أبو حماد لاعتراضها وهنا بدأت المعركة الجوية واحتشدت السماء بالطائرات في دوائر من الاشتباكات الجوية كل طائرة ميج تعقب طائرة فانتوم والعكس. وقد نجحت بعض الطائرات الإسرائيلية في الوصول إلى مطار المنصورة وقصفت ممراته وبينما كانت هناك معركة دائرة في السماء كانت هناك معركة أخرى تدور على الأرض مع الفنيين والمهندسين المصريين الذين كانوا يحملون القنابل التي لم تنفجر بعيداً عن ممرات المطار وفي نفس الوقت يحاولون إصلاح الممرات المتضررة ويجهزون طائرات الميج بالذخيرة والوقود لتقلع مجدداً نظراً لأن طائرات الميج-21 لا يمكنها البقاء طويلاً في الجو مقارنة بالفانتوم فكان عليها الهبوط للتزود بالوقود ثم الإقلاع مجدداً.[19]
- 15:52: رصدت الرادارات المصرية موجة إسرائيلية ثالثة بقوة 60 طائرة قادمة من ناحية بورسعيد، انطلقت لاعتراضها 8 ميج-21 من مطار إنشاص حيث يتمركز اللواء الجوي 102 إضافة إلى 20 طائرة ميج كانت قد هبطت للتزود بالوقود وإعادة تسليحها واشتبكت الطائرات المصرية مع الطائرات الإسرائيلية فوق قريتي دخميس ودكرنس بالمحلة الكبرى.
- 16:08: انسحبت آخر طائرة إسرائيلية من سماء المعركة.[12]
- 22:00: أذاع راديو القاهرة بياناً عن المعركة عُرف بالبلاغ رقم 39.[20]

| دارت اليوم عدة معارك جوية بين قواتنا الجوية وطائرات العدو التي حاولت مهاجمة قواتنا و مطاراتنا و كان أعنفها المعركة التي دارت بعد ظهر اليوم فوق شمال الدلتا. وقد دمرت خلالها للعدو 15 طائرة و أصيب لنا 3 طائرات. كما تمكنت وسائل دفاعنا الجوي من إسقاط 29 طائرة للعدو منها طائراتا هيليكوبتر. و بذلك يكون إجمالي خسائر العدو من الطائرات في المعارك اليوم 44 طائرة منها طائرتا هيليكوبتر. |
| —البلاغ رقم 39، 14 أكتوبر 1973 |

## نتيجة المعركة
عندما خسرت القوات الجوية المصرية معظم طائراتها على الأرض عقب حرب 67، ضمن غارة استباقية إسرائيلية، شيد الجيش المصري 500 دشمة إسمنتية حصينة في 20 قاعدة جوية رئيسية لمنع الطائرات المصرية من التدمير على الأرض في الحرب القادمة. كان لذلك أثره لاحقاً خلال الهجمات الجوية الإسرائيلية على المطارات في حرب أكتوبر فلم تتأثر الطائرات بداخل الدشم بفعل القنابل الإسرائيلية وفشلت الهجمات في ضرب الطائرات المصرية على الأرض كما حدث في 67 وهو ما كان يخشاه المصريون كذلك فشلت الهجمات الإسرائيلية في تحييد الطيران المصري من الاشتباك الجوي ومنعه من مساندة القوات البرية المصرية طوال فترة الحرب ومهاجمة القوات والمواقع الإسرائيلية.
طبقاً للجانب المصري، فشلت إسرائيل في إخراج مطار المنصورة من المعركة وإن كان قد تعطل لبعض الوقت، كما خسرت على أقصى تقدير 18 طائرة فانتوم. بينما يدعي الجانب الإسرائيلي أنه نجح في ضرب مطار المنصورة وشله لكنه لم يتمكن من إخراج مطار طنطا (الهدف الرئيسي) عن العمل وذلك لأن الفانتوم الإسرائيلية تعين عليها التخلص من حمولتها وخزانات وقودها لكي تشتبك مع طائرات الميج وفي اليوم التالي (15 أكتوبر) نجحت الطائرات الإسرائيلية في ضرب مطار طنطا. عقب ذلك أقلع الطيران الإسرائيلي عن مهاجمة المطارات المصرية.
في صباح اليوم التالي للمعركة، أذاع راديو إسرائيل بياناً زعم فيه إسقاط 15 طائرة ميج-21 مصرية خلال المعركة لاحقاً خُفض ذلك العدد إلى سبعة وفيما تعترف مصر بخسارة 6 طائرات من جانبها، تؤكد إسرائيل خسارتها لطائرتين فقط، إحداهما أصيبت بنيران صديقة فوق البحر المتوسط ونجح الطيار والملاح في القفز بالمظلة وهبطا في الماء وتمكنت مروحية إسرائيلية من انتشالهما لاحقاً.
| في كثير من الحالات أفاد طيارونا أنهم أسقطوا بعض طائرات العدو ولكن لم يقم دليل قوي على ذلك في معظم الأحيان |
| —سعد الدين الشاذلي، مذكرات حرب أكتوبر، ص 5                                                                |

حتى اليوم لم يقدم الجانب المصري أسماء الطيارين والملاحين الإسرائيليين الذين سقطوا في المعركة قتلى أو أسرى على الرغم من أن المعركة جرت فوق الأراضي المصرية ولم يعرض أحداً منهم على شاشة التلفزيون المصري أو تنشر صوره في الجرائد الرسمية كحال باقي الأسرى الإسرائيليين، كذلك لم يُقدم أي دليل مادي يتمثل في حطام الطائرات الإسرائيلية أو أرقام تسلسلها أو صور كاميرا السلاح التي توثق عمليات القتل المؤكد للطائرات الإسرائيلية أو حتى وجود صور للمعركة من طرفه، فكل صور المعركة التقطتها طائرات الفانتوم من الجو، يوجد حطام طائرة فانتوم واحدة يُنسب إلى معركة المنصورة الجوية في متحف القوات الجوية بألماظة.
من ناحية أخرى، يمثل سقوط 44 طائرة إسرائيلية طبقاً للبلاغ 39 في يوم واحد نحو 10% تقريباً من قوة سلاح الجو الإسرائيلي الذي بدأ حرب أكتوبر بنحو 450 إلى 500 طائرة، ناهيك عن الخسائر الجوية الإسرائيلية منذ اندلاع الحرب هو مبالغة صريحة وواضحة في تقدير الخسائر الإسرائيلية وتضخيمها ووفقاً للجانب الإسرائيلي فإنه لم يخسر سوى طائرتين فقط في يوم 14 أكتوبر.
طبقاً لشهدان الشاذلي ابنة رئيس أركان حرب الجيش المصري سعد الدين الشاذلي، غير مبارك من أحداث معارك حرب أكتوبر لمنح نفسه دوراً أكبر فيها. يُعزز ذلك أن معركة المنصورة الجوية لم ترد في مذكرات الشاذلي أو السادات.
وقد ادعى اللواء سمير فرج، في لقاء تلفزيوني، أن معركة المنصورة الجوية تُدرس ضمن أهم المعارك عالمياً في المعاهد والكليات العسكرية وهو ما فنده المؤرخ توم كوبر وانتقده بشدة والذي أجرى اتصالاته مع أهم الكليات العسكرية حول العالم حول حقيقة هذا الأمر وجاءت الردود كلها بالنفي.

### الخسائر المصرية
| الضحية | بواسطة      | الطيار والملاح                 | السرب | رقم             | السلاح المستخدم     | المكان   |
| ------ | ----------- | ------------------------------ | ----- | --------------- | ------------------- | -------- |
| ميج-21 | فانتوم إف-4 | نافتالي ميمون وإسحاق راز       | 107   | 101             | إيه آي إم-9         | طنطا     |
| ميج-21 | فانتوم إف-4 | نافتالي ميمون وإسحاق راز       | 107   | 101             | مدفع الطائرة        | طنطا     |
| ميج-21 | فانتوم إف-4 | يفتاح سبيكتور ويوري مانوف      | 107   | 122             | إيه آي إم-9         | طنطا     |
| ميج-21 | فانتوم إف-4 | إيتان بن إلياهو وعميرام تالمون | 201   | ؟               | مدفع الطائرة        | المنصورة |
| ميج-21 | فانتوم إف-4 | إيتان بيليد ويحوار غال         | 201   | 633             | مدفع الطائرة        | المنصورة |
| ميج-21 | فانتوم إف-4 | أمير ناخومي وديفيد ريجيف       | 107   | قتل محسوب للسرب | بدون سلاح/ نقص وقود | طنطا     |
| ميج-21 | فانتوم إف-4 | رفائيل كورين ورخميم سوفير      | 119   | قتل محسوب للسرب | بدون سلاح/ نقص وقود | طنطا     |
| ميج-21 | فانتوم إف-4 | إيتان بن إلياهو وعميرام تالمون | 201   | قتل محسوب للسرب | بدون سلاح/ نقص وقود | المنصورة |

طبقاً للجانب المصري سقطت ثلاث طائرات مقاتلة مصرية بالإضافة إلى خسارة طائرتين بسبب نفاذ وقودهما وعدم قدرة طياريها على العودة إلى القاعدة الجوية وتوفيا نتيجة ذلك، كما تحطمت طائرة سادسة أثناء مرورها عبر حطام طائرة فانتوم متناثرة في الجو كانت قد أسقطتها للتو.
لكن وفقاً لبيانات الخسائر فقد تحطمت سبع طائرات وليس ست:
- تحطمت ميج-21 بقيادة طيار قدري عبد الحميد من السرب 46 بسبب نفاذ الوقود واضطر الطيار للقفز بالمظلة.
- تحطمت ميج-21 بقيادة رائد طيار محمد مجدي كامل من السرب 82 بسبب اشتباك جوي مع طائرة فانتوم فوق طنطا والذي نتج عنه أيضاً استشهاد الطيار.
- تحطمت ميج-21 بقيادة رائد طيار محمد عزمي حمدي عاشور من السرب 46 بسبب اشتباك جوي واستشهد الطيار.
- تحطمت ميج-21 بقيادة طيار أحمد غصوب أبو الخير نتيجة مرورها بحطام طائرة فانتوم كان قد أسقطها وقفز الطيار بالمظلة.
- تحطمت ميج-21 بقيادة ملازم أول طيار علاء عمار من السرب 82 بسبب نفاذ الوقود واضطر الطيار للقفز بالمظلة فوق طنطا.
- تحطمت ميج-21 بقيادة ملازم أول طيار مدحت هنداوي من السرب 82 بسبب نفاذ الوقود واضطر الطيار للقفز بالمظلة.
- تحطمت ميج-21 بقيادة نقيب طيار حسن بسيوني من السرب 82 بعدما بسبب نفاذ الوقود واضطر الطيار للقفز بالمظلة. وقد استشهد لاحقاً بتاريخ 19 أكتوبر فوق الدفرسوار.

### الخسائر الإسرائيلية
| الضحية      | بواسطة | الطيار               | السرب | رقم | السلاح المستخدم | المكان        | الحالة |
| ----------- | ------ | -------------------- | ----- | --- | --------------- | ------------- | --- |
| فانتوم إف-4 | ميج-21 | محمد قدري عبد الحميد | 46    | ؟   | مدفع الطائرة    | طنطا          | سقطت فانتوم من السرب 69 ووقع الطيار ديفيد تزيت والملاح إيلي توفيل في الأسر                                                                           |
| فانتوم إف-4 | نيشر   | ياعير سيلا           | ؟     | ؟   | مدفع الطائرة    | البحر المتوسط | أصيبت الفانتوم رقم 176 من السرب 107 بنيران صديقة وقفز الطيار يوري باكال والملاح جلعاد روزنبلات بالمظلة في المياه واستطاعت مروحية إسرائيلية انتشالهما |

طبقاً للجانب المصري فقد سقطت 17 طائرة إسرائيلية عن طريق 7 طائرات ميج ومع ذلك هناك أكثر من سبعة طيارين يدعون أو يُنسب إليهم إسقاطهم لأكثر من طائرة في المعركة:
- محمد قدري عبد الحميد (أكثر من طائرة)[29]
- نبيل فؤاد (طائرة واحدة)[30]
- محمد ضياء الحفناوي (3 طائرات)[30]
- نصر موسى (طائرة واحدة)[31]
- علي مهران (طائرة واحدة)[32]
- أحمد يوسف الوكيل (طائرة واحدة)[33]
- محمد قطب (طائرة واحدة)[34]
- قادر حامد (طائرة واحدة)[35]
- رضا صقر (طائرتان)[4]

لم يقدم أي من هؤلاء الطيارين أي أدلة مادية بخصوص إسقاطاتهم الجوية في المعركة وتدعي بعض المواقع المصرية أن الطيارين والملاحين الإسرائيليين الذين سقطوا في معركة المنصورة (والذي قد يتجاوز عددهم 30 كون الفانتوم مزدوجة المقعد) إنما يعتبروا في عداد المفقودين وأنه عقب توقيع اتفاقية كامب ديفيد أجرت إسرائيل عمليات بحث عن هؤلاء وعثرت على جثث بعضهم لاحقاً.
لكن طبقاً لخسائر الطيارين الإسرائيليين في حرب أكتوبر، ما زال هناك ثلاث طيارين إسرائيليين فقط في عداد المفقودين إلى اليوم على الجبهة المصرية، سقطوا في منطقة الإسماعيلية يوم 7 و17 أكتوبر وقد عثرت إسرائيل على جثة الطيار جوناثان أوفير في مقبرة بالمنصورة في 1982 كما عثرت على جثة الملاح عيران كوهين بداخل حطام طائرة فانتوم اُكتشف في 1995 وكلاً من أوفير وكوهين سقطت طائرتهما بتاريخ 11 أكتوبر وليس يوم 14 أكتوبر.

## معرض الصور

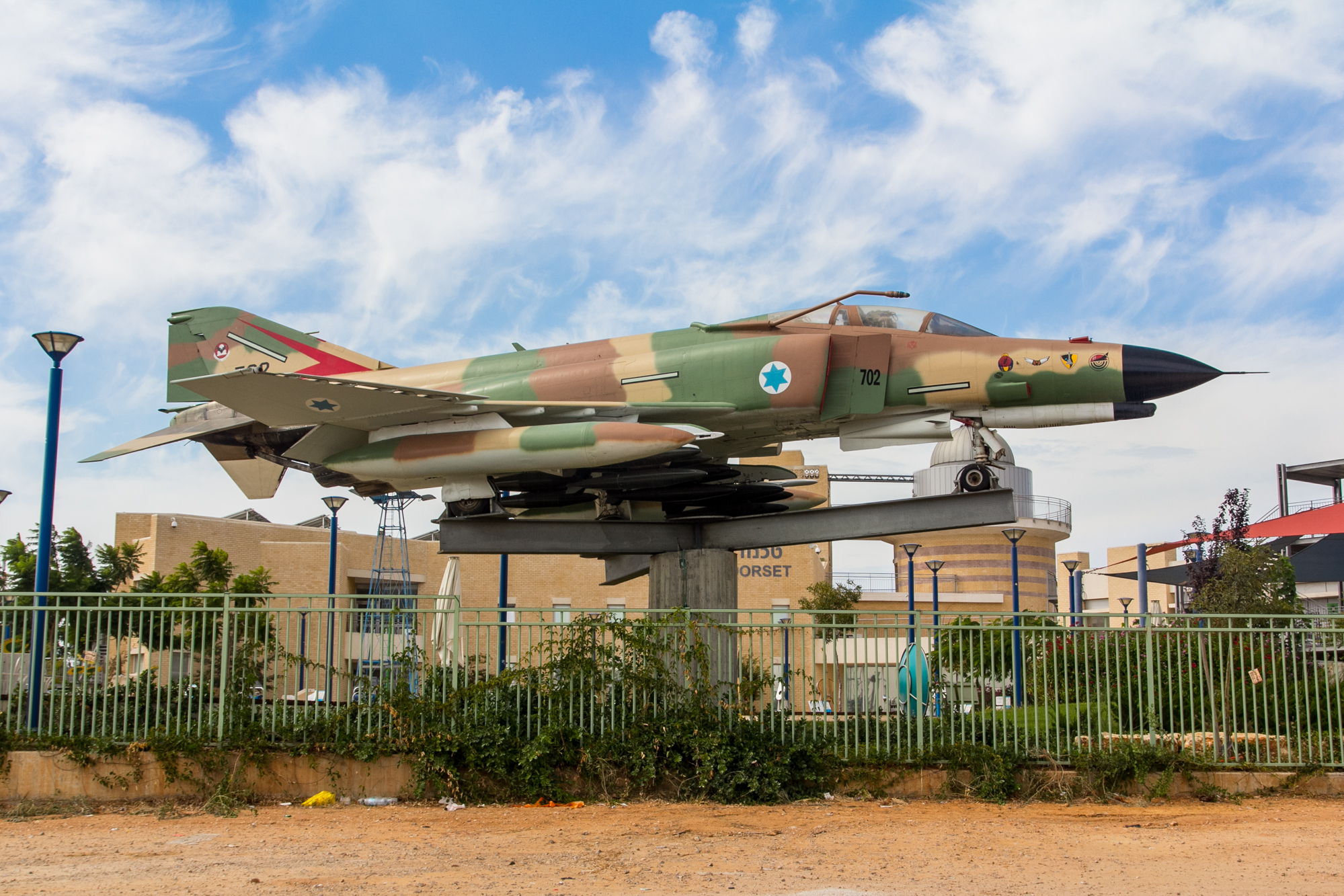
طائرة فانتوم إسرائيلية
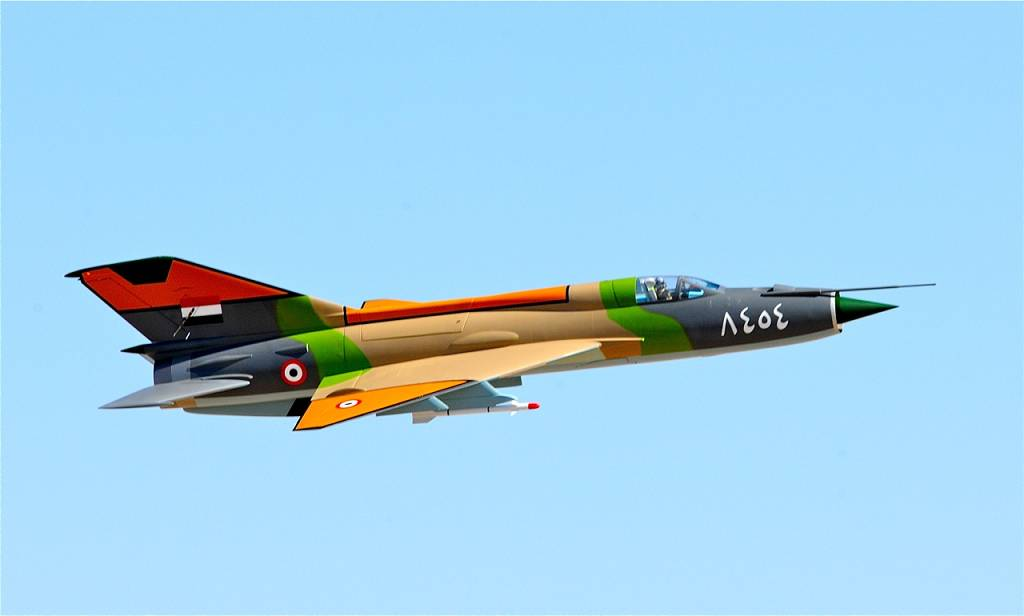
ميج-21 مصرية
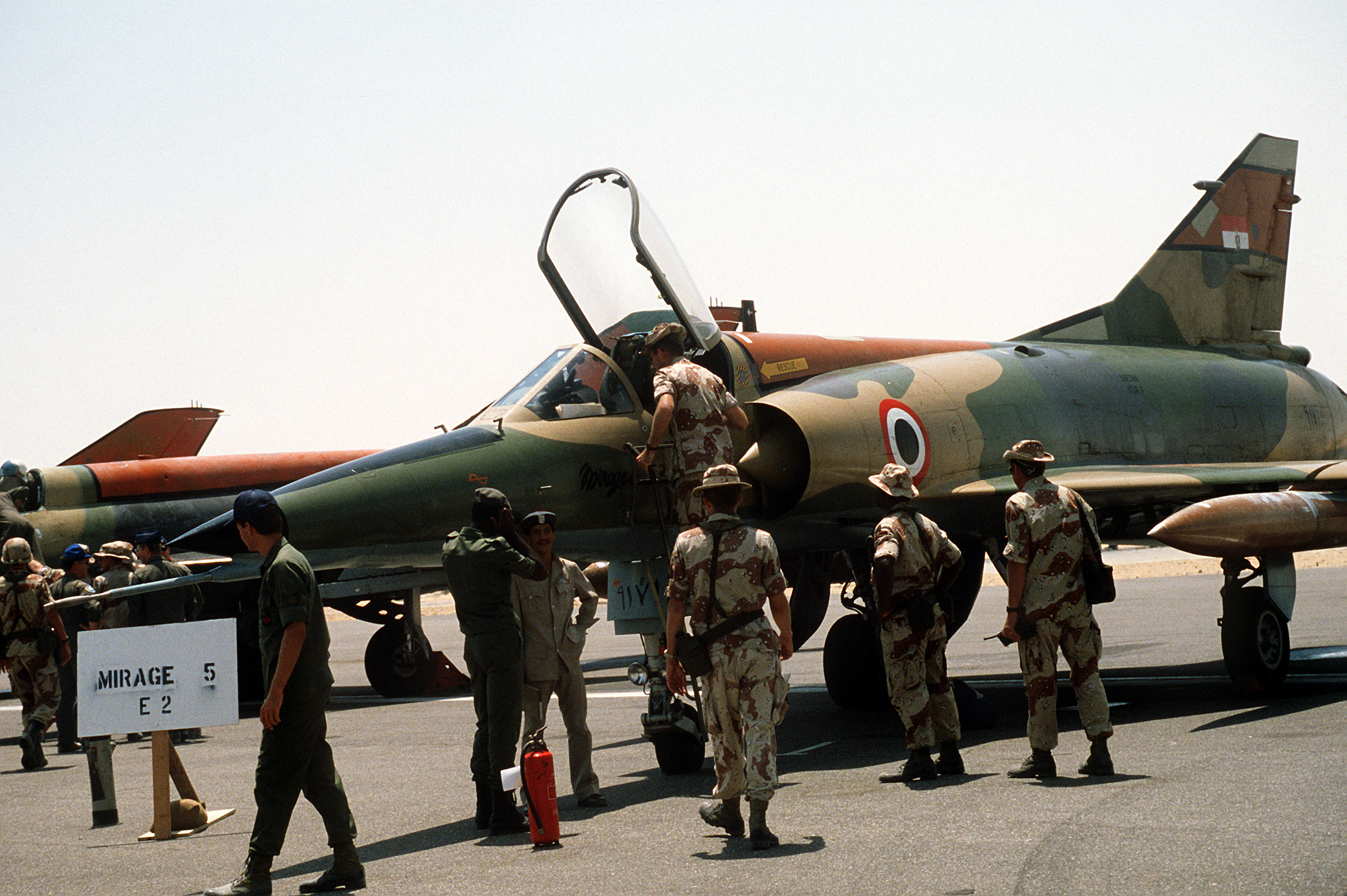
ميراج-5 مصرية خلال مناورات النجم الساطع، 1985

## اقرأ أيضا
- القوات الجوية المصرية.
- القوات الجوية الإسرائيلية.